# Orientación sobre el terreno
"Orientación sobre el terreno" (también " recorridos de orientación" o "orientación sobre el terreno") es un término que se utiliza en los medios de comunicación de Corea del Norte para describir las apariciones del líder supremo de Corea del Norte, a menudo en sitios relacionados con el ejército o industria, en la que el líder da directivas. La orientación "sobre el terreno" es un aspecto clave de la propaganda norcoreana hacia Kim Il-sung , Kim Jong-il y Kim Jong-un.
En Corea del Norte, la "orientación sobre el terreno" se describe como "un favor unilateral otorgado... por el gobernante supremo", y su uso es un "ejemplo de cómo el sistema norcoreano se basa en un sistema paternalista y patriarcal."  En la propaganda de Corea del Norte, la orientación "en el acto" fomenta la imagen de un líder afectuoso, omnisciente y grandioso que ofrece "orientación benevolente" a la gente. La mayoría de los casos tienen oficiales militares de alto rango y oficiales que toman notas de lo que el Líder Supremo está diciendo o recomendando.